# Бад-Швальбах
Бад-Швальбах (нем. Bad Schwalbach) — город в Германии, районный центр, расположен в земле Гессен. Входит в состав района Райнгау-Таунус.  Население составляет 10 718 человек (на 31 декабря 2010 года). Занимает площадь 40,27 км². Официальный код — 06 4 39 002.
Город подразделяется на 8 городских районов.